# Bitoma legendrei
Bitoma legendrei es una especie de coleóptero de la familia Zopheridae.

## Distribución geográfica
Habita en Europa.